# Rolls-Royce Wraith
Rolls-Royce Wraith — 4-місне люкс-купе британської марки Rolls-Royce, дочірньої компанії німецького автовиробника BMW, що вперше представлене на Женевському автосалоні на початку березня 2013 року. Він виготовляється в Англії в Гудвуді.

## Опис

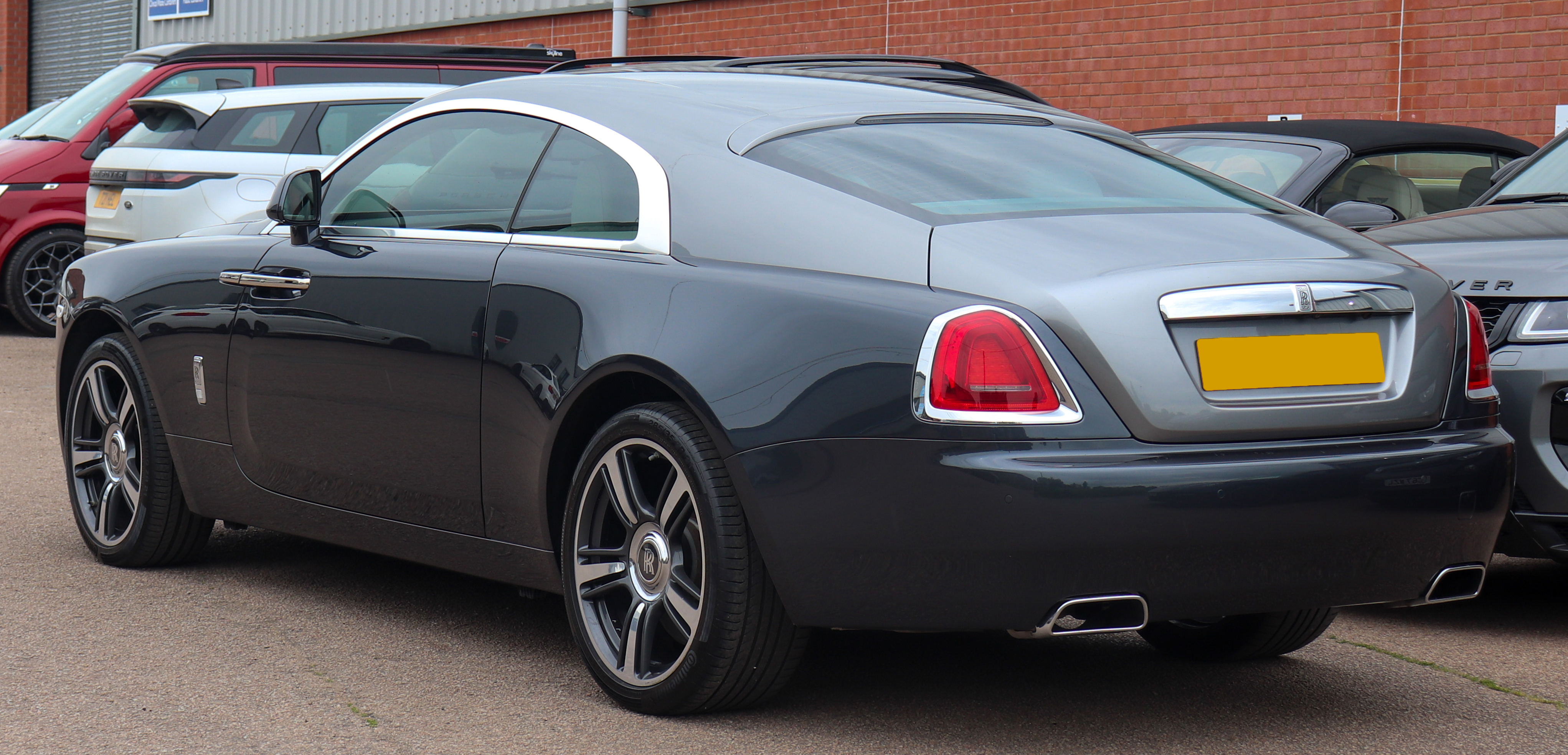
Rolls-Royce Wraith

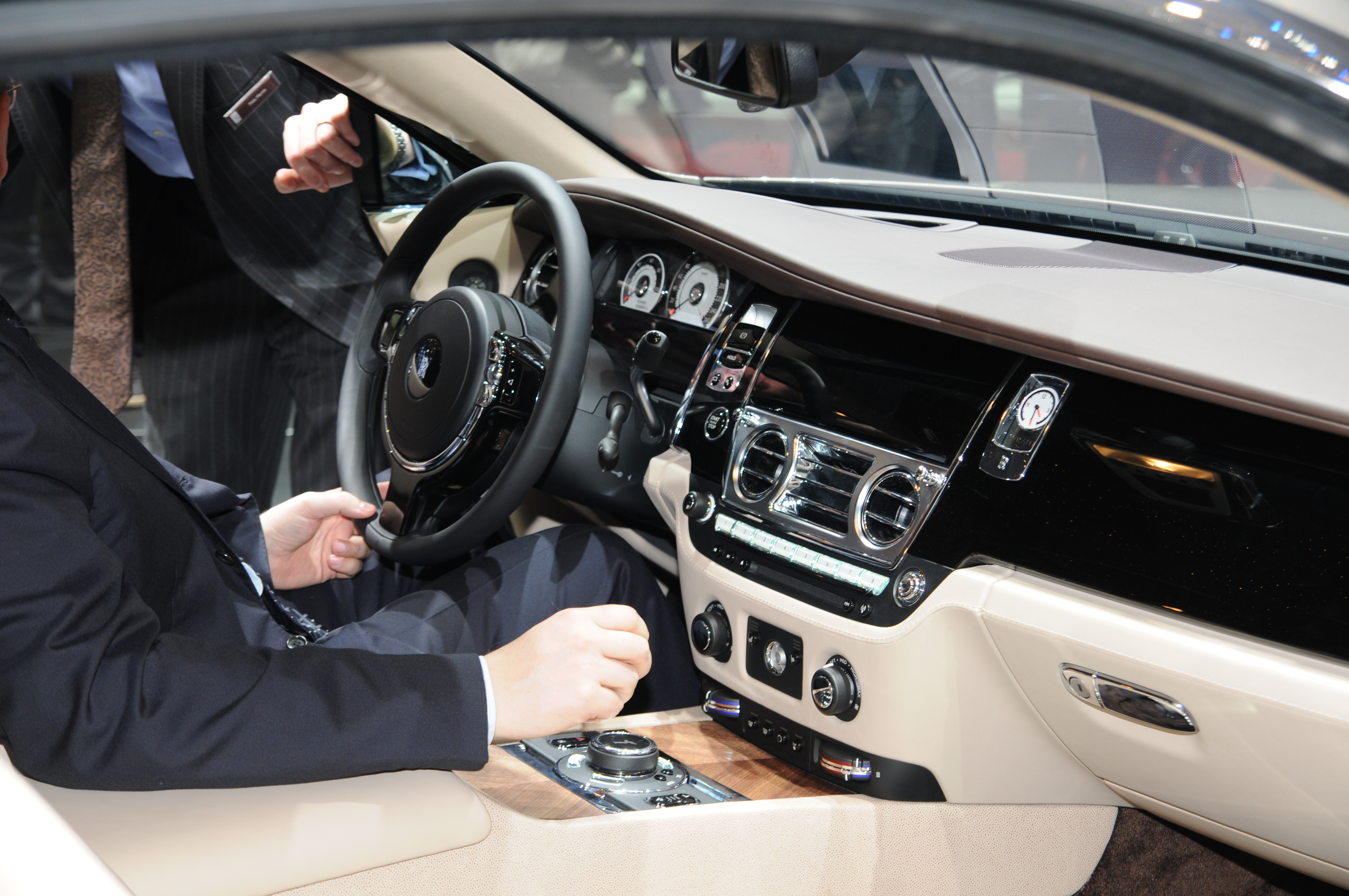

Відповідно до думки експертів, Wraith є одним з найбільш значущих автомобілів британської марки відразу після моделі Phantom 2002 року. Фантом став тим переломним моментом, який змусив фірму в Гудвуді вступити в нову успішну епоху. Звичайно, існує безліч автомобілів, сконструйованих на основі моделі Phantom, але Wraith є справжнім шедевром. Вперше назву «Wraith» було використано компанією в 1938 році при випуску перших гоночних автомобілів. Основними конкурентами моделі є: Ferrari F12 Berlinetta, Aston Martin Vanquish, Bentley Continental GT і Mercedes-AMG S63 Coupe.  Габарити автомобіля дорівнюють: довжина - 5269 мм, ширина - 1947 мм, висота - 1507 мм, колісна база - 3112 мм. Автомобіль сидить на 20-дюймових колесах. Також варто відзначити обсяг багажного відсіку, який здатний розмістити 470 літрів багажу. 
Під капотом Wraith вмонтовано 6,6-літровий V12 Biturbo потужністю 624 к.с., крутним моментом 800 Нм, в парі з ZF 8-ступінчастою автоматичною коробкою передач. Від 0 до 100 км/год розганяється за 4,4 секунди. Максимальна швидкість обмежена електронікою на позначці 250 км/год.